# Kanton Millas
Kanton Millas (fr. Canton de Millas) je francouzský kanton v departementu Pyrénées-Orientales v regionu Languedoc-Roussillon. Skládá se z devíti obcí.

## Obce kantonu
- Le Soler
- Millas
- Pézilla-la-Rivière
- Saint-Féliu-d'Avall
- Corneilla-la-Rivière
- Corbère-les-Cabanes
- Néfiach
- Saint-Féliu-d'Amont
- Corbère